# Grand Prix Francji 1959
Grand Prix Francji 1959 (oryg. Grand Prix de l’ACF), Grand Prix Europy 1959 – 4. runda Mistrzostw Świata Formuły 1 w sezonie 1959, która odbyła się 5 lipca 1959 po raz 7. na torze Reims-Gueux.
19. Grand Prix Francji, 9. zaliczane do Mistrzostw Świata Formuły 1.

## Wyniki

### Kwalifikacje
Źródło: statsf1.com
| P                       | Nr | Kierowca                | Konstruktor(-silnik) | Opony | Czas       | Odstęp | Strata |
| ----------------------- | -- | ----------------------- | -------------------- | ----- | ---------- | ------ | ------ |
| 1                       | 24 | Tony Brooks             | Ferrari              | D     | 2:19,4     | –      | –      |
| 2                       | 8  | Jack Brabham            | Cooper-Climax        | D     | 2:19,7     | +0,3   | +0,3   |
| 3                       | 26 | Phil Hill               | Ferrari              | D     | 2:19,8     | +0,1   | +0,4   |
| 4                       | 2  | Stirling Moss           | BRM                  | D     | 2:19,9     | +0,1   | +0,5   |
| 5                       | 30 | Jean Behra              | Ferrari              | D     | 2:20,2     | +0,3   | +0,8   |
| 6                       | 4  | Jo Bonnier              | BRM                  | D     | 2:20,6     | +0,4   | +1,2   |
| 7                       | 10 | Masten Gregory          | Cooper-Climax        | D     | 2:20,8     | +0,2   | +1,4   |
| 8                       | 14 | Maurice Trintignant     | Cooper-Climax        | D     | 2:21,3     | +0,5   | +1,9   |
| 9                       | 6  | Harry Schell            | BRM                  | D     | 2:21,5     | +0,2   | +2,1   |
| 10                      | 12 | Bruce McLaren           | Cooper-Climax        | D     | 2:21,6     | +0,1   | +2,2   |
| 11                      | 22 | Olivier Gendebien       | Ferrari              | D     | 2:21,7     | +0,1   | +2,3   |
| 12                      | 28 | Dan Gurney              | Ferrari              | D     | 2:21,9     | +0,2   | +2,5   |
| 13                      | 44 | Ron Flockhart           | BRM                  | D     | 2:23,4     | +1,5   | +4,0   |
| 14                      | 32 | Graham Hill             | Lotus-Climax         | D     | 2:23,7     | +0,3   | +4,3   |
| 15                      | 34 | Innes Ireland           | Lotus-Climax         | D     | 2:24,2     | +0,5   | +4,8   |
| 16                      | 16 | Roy Salvadori           | Cooper-Maserati      | D     | 2:26,4     | +2,2   | +7,0   |
| 17                      | 20 | Colin Davis             | Cooper-Maserati      | D     | 2:32,3     | +5,9   | +12,9  |
| 18                      | 38 | Fritz d’Orey            | Maserati             | D     | 2:34,0     | +1,7   | +14,6  |
| 19                      | 18 | Ian Burgess             | Cooper-Maserati      | D     | 2:35,2     | +1,2   | +15,8  |
| 20                      | 42 | Carel Godin de Beaufort | Maserati             | D     | 2:35,4     | +0,2   | +16,0  |
| 21                      | 40 | Giorgio Scarlatti       | Maserati             | D     | 2:35,6     | +0,2   | +16,2  |
| Nie zakwalifikowali się |    |                         |                      |       |            |        |        |
| 22                      | 36 | Azdrubal Fontes         | Maserati             | D     | brak czasu | -      | -      |
| P                       | Nr | Kierowca                | Konstruktor(-silnik) | Opony | Czas       | Odstęp | Strata |

### Wyścig
Źródła: statsf1.com
| P                  | + / –     | Nr | Kierowca                | Konstruktor     | Opony | Okr. | Czas / Strata | Komentarz              |
| ------------------ | --------- | -- | ----------------------- | --------------- | ----- | ---- | ------------- | ---------------------- |
| 1                  | Bez zmian | 24 | Tony Brooks             | Ferrari         | D     | 50   | 2:01:26,5     |                        |
| 2                  | 1         | 26 | Phil Hill               | Ferrari         | D     | 50   | +27,5         |                        |
| 3                  | 1         | 8  | Jack Brabham            | Cooper-Climax   | D     | 50   | +1:37,7       |                        |
| 4                  | 7         | 22 | Olivier Gendebien       | Ferrari         | D     | 50   | +1:47,5       |                        |
| 5                  | 5         | 12 | Bruce McLaren           | Cooper-Climax   | D     | 50   | +1:47,7       |                        |
| 6                  | 7         | 44 | Ron Flockhart           | BRM             | D     | 50   | +2:05,7       |                        |
| 7                  | 2         | 6  | Harry Schell            | BRM             | D     | 47   | +3 okr.       |                        |
| 8                  | 13        | 40 | Giorgio Scarlatti       | Maserati        | D     | 41   | +9 okr.       |                        |
| 9                  | 11        | 42 | Carel Godin de Beaufort | Maserati        | D     | 40   | +10 okr.      |                        |
| 10                 | 8         | 38 | Fritz d’Orey            | Maserati        | D     | 40   | +10 okr.      |                        |
| 11                 | 3         | 14 | Maurice Trintignant     | Cooper-Climax   | D     | 36   | +14 okr.      |                        |
| Zdyskwalifikowani  |           |    |                         |                 |       |      |               |                        |
|                    |           | 2  | Stirling Moss           | BRM             | D     | 42   | +8 okr.       | start na popych        |
| Niesklasyfikowani  |           |    |                         |                 |       |      |               |                        |
|                    |           | 30 | Jean Behra              | Ferrari         | D     | 31   | +19 okr.      | silnik                 |
|                    |           | 16 | Roy Salvadori           | Cooper-Maserati | D     | 20   | +30 okr.      | silnik                 |
|                    |           | 28 | Dan Gurney              | Ferrari         | D     | 19   | +31 okr.      | radiator               |
|                    |           | 34 | Innes Ireland           | Lotus-Climax    | D     | 14   | +36 okr.      | koło                   |
|                    |           | 18 | Ian Burgess             | Cooper-Maserati | D     | 13   | +37 okr.      | silnik                 |
|                    |           | 10 | Masten Gregory          | Cooper-Climax   | D     | 8    | +42 okr.      | zmęczenie              |
|                    |           | 32 | Graham Hill             | Lotus-Climax    | D     | 7    | +43 okr.      | radiator               |
|                    |           | 20 | Colin Davis             | Cooper-Maserati | D     | 7    | +43 okr.      | olej                   |
|                    |           | 4  | Jo Bonnier              | BRM             | D     | 6    | +44 okr.      | silnik                 |
| Niezakwalifikowani |           |    |                         |                 |       |      |               |                        |
|                    |           | 36 | Azdrubal Fontes         | Maserati        | D     | 0    |               | nie zakwalifikował się |
| P                  | + / –     | Nr | Kierowca                | Konstruktor     | Opony | Okr. | Czas / Strata | Komentarz              |

### Najszybsze okrążenie
Źródło: statsf1.com
| Nr | Kierowca      | Konstruktor | Czas   | Okr. |
| -- | ------------- | ----------- | ------ | ---- |
| 2  | Stirling Moss | BRM         | 2:22,8 | 40   |

### Prowadzenie w wyścigu
Źródło: statsf1.com
| Nr                              | Kierowca    | Konstruktor | Okrążenia | Suma |
| ------------------------------- | ----------- | ----------- | --------- | ---- |
| 24                              | Tony Brooks | Ferrari     | 1-50      | 50   |
| \| Wykres \| \| ------ \| \| \| |             |             |           |      |
| Wykres                          |             |             |           |      |
|                                 |             |             |           |      |

## Klasyfikacja po wyścigu
Pierwsza piątka otrzymywała punkty według klucza 8-6-4-3-2, 1 punkt przyznawany był dla kierowcy, który wykonał najszybsze okrążenie w wyścigu. Liczone było tylko 5 najlepszych wyścigów danego kierowcy. W nawiasach podano wszystkie zebrane punkty, nie uwzględniając zasady najlepszych wyścigów.
Uwzględniono tylko kierowców, którzy zdobyli jakiekolwiek punkty
| P  | +/− | Kierowca            | Starty | Punkty | P1 | P2 | P3 | PP | NO | NS |
| -- | --- | ------------------- | ------ | ------ | -- | -- | -- | -- | -- | -- |
| 1  | 0   | Jack Brabham        | 3      | 19     | 1  | 1  | 1  | –  | 1  | –  |
| 2  | +2  | Tony Brooks         | 3      | 14     | 1  | 1  | –  | 1  | –  | 1  |
| 3  | +6  | Phil Hill           | 3      | 9      | –  | 1  | –  | –  | –  | –  |
| 4  | −2  | Jo Bonnier          | 3      | 8      | 1  | –  | –  | 1  | –  | 2  |
| 5  | −2  | Rodger Ward         | 1      | 8      | 1  | –  | –  | –  | –  | –  |
| 6  | −1  | Jim Rathmann        | 1      | 6      | –  | 1  | –  | –  | –  | –  |
| 7  | −1  | Johnny Thomson      | 1      | 5      | –  | –  | 1  | 1  | 1  | –  |
| 8  | −1  | Maurice Trintignant | 3      | 4      | –  | –  | 1  | –  | –  | –  |
| 9  | −1  | Masten Gregory      | 3      | 4      | –  | –  | 1  | –  | –  | 2  |
| 10 | +3  | Bruce McLaren       | 2      | 4      | –  | –  | –  | –  | –  | –  |
| 11 | −1  | Innes Ireland       | 2      | 3      | –  | –  | –  | –  | –  | 1  |
| 12 | −2  | Tony Bettenhausen   | 1      | 3      | –  | –  | –  | –  | –  | –  |
| 12 | N   | Olivier Gendebien   | 1      | 3      | –  | –  | –  | –  | –  | –  |
| 14 | −2  | Jean Behra          | 3      | 2      | –  | –  | –  | –  | –  | 2  |
| 15 | −2  | Paul Goldsmith      | 1      | 2      | –  | –  | –  | –  | –  | –  |
| 16 | −1  | Stirling Moss       | 3      | 2      | –  | –  | –  | 1  | 2  | 3  |
| P  | +/− | Kierowca            | Starty | Punkty | P1 | P2 | P3 | PP | NO | NS |

### Konstruktorzy
Tylko jeden, najwyżej uplasowany kierowca danego konstruktora, zdobywał dla niego punkty. Również do klasyfikacji zaliczano 6 najlepszych wyników.
| P                 | +/− | Konstruktor     | Starty | Punkty | P1 | P2 | P3 | PP | NO | NS |
| ----------------- | --- | --------------- | ------ | ------ | -- | -- | -- | -- | -- | -- |
| 1                 | 0   | Cooper-Climax   | 13     | 18     | 1  | 1  | 3  | 1  | 2  | 4  |
| 2                 | +1  | Ferrari         | 13     | 16     | 1  | 2  | –  | 1  | –  | 5  |
| 3                 | −1  | BRM             | 9      | 8      | 1  | –  | –  | 1  | 1  | 6  |
| 4                 | 0   | Lotus-Climax    | 6      | 3      | –  | –  | –  | –  | –  | 4  |
| Niesklasyfikowani |     |                 |        |        |    |    |    |    |    |    |
|                   |     | Cooper-Maserati | 4      | 0      | –  | –  | –  | –  | –  | 3  |
|                   |     | Maserati        | 3      | 0      | –  | –  | –  | –  | –  | –  |
|                   |     | Porsche         | 2      | 0      | –  | –  | –  | –  | –  | 1  |
|                   |     | Aston Martin    | 2      | 0      | –  | –  | –  | –  | –  | 2  |
| P                 | +/− | Kierowca        | Starty | Punkty | P1 | P2 | P3 | PP | NO | NS |